# 卡斯特雷洛德米尼奥
卡斯特雷洛德米尼奥，是西班牙加利西亚自治区奥伦塞省的一个市镇。总面积40平方公里，总人口2034人（2001年），人口密度51人/平方公里。